# Chevrolet Copper-Cooled
Der Chevrolet Copper-Cooled Serie M war ein Pkw der unteren Mittelklasse.

## Beschreibung
Chevrolet bot das Fahrzeug parallel zum Superior Serie B an. Das einzige Modelljahr war 1923. Zusammen mit dem Superior ersetzte er den 490 des Vorjahres, hatte aber anstatt eines Wasserkühlers eine Kühlermaske mit Luftschlitzen, hinter der sich der luftgekühlte, oben gesteuerte Vierzylinder-Reihenmotor mit 2212 cm³ Hubraum befand, der eine Leistung von 22 bhp (16 kW) bei 1750 min−1 erbrachte. Sein Zylinderblock war mit Kühlrippen aus Kupfer versehen. Durch die Luftkühlung waren die Wagen um knapp 100 kg leichter als ihre Pendants mit Wasserkühlung.
Es gab sechs verschiedene Aufbauten: Einen zweisitzigen Roadster, ein zweisitziges Coupé und eine fünfsitzige Limousine (Coach) mit jeweils zwei Türen und als viertürige Varianten einen fünfsitzigen Tourer in Standard- und Luxusausführung, sowie eine fünfsitzige Limousine. 
Zwar waren die luftgekühlten Wagen leichter als die wassergekühlten Superior, aber auch um etwa 200 US-Dollar teurer. Die Verkaufspreise bewegten sich zwischen 710 Dollar und 1060 Dollar. Damit wurden diese Modelle zum wirtschaftlichen Flop und verschwanden nach einem Produktionsjahr und 759 Exemplaren ersatzlos. 1923 konnten nur 100 Stück verkauft werden; der Rest wurde in den Folgejahren abgestoßen; 150 Exemplare setzte Chevrolet als Werkswagen ein, 239 Stück mussten gar wieder verschrottet werden. Heute existieren noch zwei Autos dieses Typs, eines davon im Henry Ford Museum in Detroit und eines im National Automobile Museum in Reno.